# Potpukovnik
Potpukovnik (ponegdje i podpukovnik i dopukovnik) je časnički čin koji se koristi u mnogim vojskama svijeta. Obično se nalazi iznad čina bojnika i ispod čina pukovnika. U američkoj vojsci, čin potpukovnika (Lieutenant colonel) se u razgovoru često skraćuje na pukovnik, iako je to jedan čin više. U suvremenoj Hrvatskoj vojsci čin potpukovnika ne postoji, iako se koristio u Hrvatskom domobranstvu za vrijeme Austro-Ugarske kao i u Hrvatskim oružanim snagama tijekom Drugog svjetskog rata. U NOV-u i POJ-u čin potpukovnik je uveden 1. svibnja 1943. godine, te je takav status zadržao u JNA.